# Gul glasvingefluga
Gul glasvingefluga (Scaeva selenitica) är en tvåvingeart som först beskrevs av Johann Wilhelm Meigen 1822.  Gul glasvingefluga ingår i släktet glasvingeblomflugor, och familjen blomflugor. Arten är reproducerande i Sverige. Inga underarter finns listade i Catalogue of Life.

## Bildgalleri

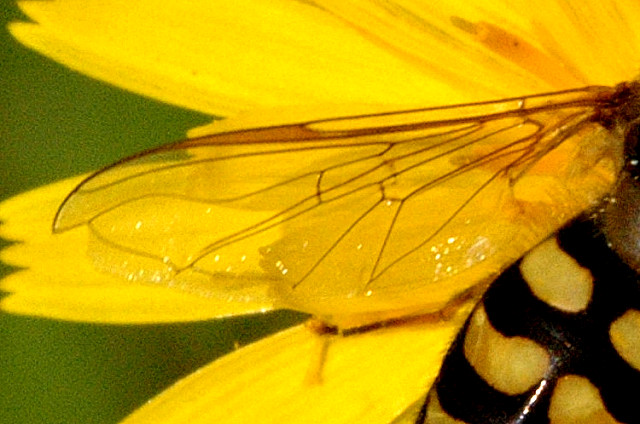